# Papiro Oxirrinco 111
El Papiro Oxirrinco 111 también llamado P. Oxy. 111 o P. Oxy. I 111 es un manuscrito sobre una invitación a una fiesta de boda. El manuscrito fue escrito en papiro, en forma de una hoja. El documento se escribió en el siglo tercero. En la actualidad se encuentra en la biblioteca Percial, en el Clifton College, Brístol, Inglaterra.

## Documento
El documento es una invitación de Petosiris a Serenia, para visitarla con el fin de asistir a un festival. Las mediciones del fragmento son 40 por 80 mm. Fue descubierto por Bernard Pyne Grenfell y Arthur Surridge Hunt en 1897, en Oxirrinco, Egipto. El texto fue publicado por Grenfell y Hunt en 1898.